# Julieta Venegas
Julieta Venegas Percevault, född 24 november 1970, är en mexikansk sångerska, musiker, låtskrivare och producent. Hon spelar en mängd olika instrument, men främst dragspel och akustisk gitarr. Hennes musik präglas såväl av traditionella latinamerikanska tongångar och latinsk alternativ influens som av mer rockiga/poppiga inslag. 
Julieta Venegas har till och med 2022 utgivit åtta studioalbum plus några samlingsalbum samt livealbumet MTV Unplugged, som spelades in i juni 2008. Från detta album kan nämnas "El Presente" och "Algún Día". Dessa låtar framfördes bland annat när hon uppträdde på Nobels fredspriskonsert den 11 december nämnda år.
Julieta Venegas föddes i Long Beach, Kalifornien, USA, men växte upp i Tijuana, Mexiko tillsammans med fyra syskon, varav ett är hennes tvillingsyster, Yvonne. Namnet Percevault är hämtat från hennes mamma. Båda föräldrarna var fotografer, precis som Yvonne är. Vid åtta års ålder började hon ta pianolektioner. Förutom piano studerade hon även musikteori, sång, cello och violoncell vid La Escuela de Música del Noroeste. Under tiden studerade hon även vid South Western College i San Diego, USA – allt innan hon ens ännu tagit High School-examen. Med en fot vardera i den mexikanska och den amerikanska myllan fick hon tidigt inspiration, som både kulturellt och språkligt och därmed också musikaliskt bidrog till den kreativa och alternativa ådran som genomsyrar hennes skapande. 
Hennes första album, Aguí, släpptes i mars 1998. Därefter har hon utgivit ett album ungefär vartannat år.
Hon medverkar på ett spår från Nelly Furtados senaste album Mi Plan, "Bajo Otra Luz"; denna låt har hon även varit med att komponera.
Julieta Venegas har, bland många andra priser, vunnit sex Latin Grammy Awards, sex MTV Video Music Awards Latin America och en Grammy Award (2007 för bästa latinska popalbum – Limón y Sal).
Julieta Venegas var 1998–2000 gift med den chilenske musikern Álvaro Henriquez. Hon har en dotter, Simona, född i augusti 2010.

## Diskografi

### Studioalbum
| Titel        | Utgivningsdatum  |
| ------------ | ---------------- |
| Aquí         | 24 mars 1998     |
| Bueninvento  | 21 augusti 2000  |
| Sí           | 11 november 2003 |
| Limón y Sal  | 30 maj 2006      |
| Otra cosa    | 16 mars 2010     |
| Los Momentos | 19 mars 2013     |
| Algo Sucede  | 14 augusti 2015  |
| La Enamorada | 22 november 2019 |
| Tu historia  | 11 november 2022 |

### Samlingsalbum
| Titel              | Utgivningsdatum                         |
| ------------------ | --------------------------------------- |
| Realmente Lo Mejor | 18 december 2007                        |
| Cosas Raras        | 26 januari 2008 (ej officiellt utgivet) |
| Nuevo y Raro       | April 2008 (ej officiellt utgivet)      |

### Livealbum
| Titel         | Utgivningsdatum |
| ------------- | --------------- |
| MTV Unplugged | 10 juni 2008    |